# Score de crédit aux États-Unis
Pour un article plus général, voir Évaluation des risques-clients.
Aux États-Unis, le score de crédit, « credit score » en anglais, revêt une importance particulière. Contrairement à de nombreux autres pays où l'évaluation des risques-clients est un paramètre interne aux organismes bancaires et d'assurance, le score de crédit est un paramètre régissant la vie quotidienne des Américains. Il permet à tout organisme vendeur ou bailleur d'estimer la solvabilité financière d'un client, et donc la capacité de ceux-ci à rembourser leurs emprunts. En fonction de cette valeur, un organisme peut décider d'un taux de remboursement, d'une limite sur les cartes de crédit ou de la nécessité ou non d'avoir besoin d'un garant pour un achat important.

## Historique
La méthode de calcul du score de crédit est développée en 1958 par Fair, Isaac and Company, qui est par la suite renommée FICO. Ce modèle développe un score théorique pouvant prendre une valeur entre 300 et 850, selon six catégories :
| Dénomination    | Traduction   | Score    |
| --------------- | ------------ | -------- |
| « Very poor »   | Très pauvre  | 300-579  |
| « Poor »        | Pauvre       | 580-600  |
| « Fair »        | Passable     | 601-660  |
| « Good »        | Bon          | 670-739  |
| « Very good »   | Très bon     | 740-799  |
| « Exceptional » | Exceptionnel | 800-850. |

En 1970, le Fair Credit Reporting Act (en) contraint les entreprises qui utilisent le score de crédit à certaines mesures de transparence.
En 2023, le score de crédit baisse aux États-Unis de manière globale, même si cette baisse reste limitée, de 718 à 717. Cette baisse est perçue dans les médias comme un révélateur du stress financier vécu par les Américains, et dû notamment à la persistance des taux d'intérêt élevés ainsi qu'au coût de la vie. Il s'explique ainsi par une hausse des impayés et des niveaux accrus d'endettement. Loin d'être un simple ralentissement, cette baisse, la première depuis octobre 2013 et la plus importante depuis la crise des subprimes en 2008, se poursuit durant toute l'année 2024, et affecte l'intégralité des cinquante États. Elle est notamment due au recours plus massif des ménages américains au crédit, ce qui impacte leur capacité de paiement et de désendettement,.

## Valeur et méthode de calcul
La valeur du score de crédit est généralement comprise entre 330 et 850. Plus elle est élevée, meilleure est la solvabilité de la personne considérée. Cette valeur se constitue au fur et à mesure de la vie de chaque personne, en fonction de l'historique des remboursements versés,.
L'usage le plus observé par les organismes est celui de la carte de crédit. Un nouvel acquéreur d'une carte démarre sans cote de confiance pendant plusieurs mois. Le système américain utilise à la fois des cartes de débit immédiat et des cartes de crédit, mais ce sont uniquement ces dernières qui sont analysées pour construire le score de crédit. Les paramètres principaux analysés sont l'ancienneté du compte, l'oubli ou l'absence d'oubli de paiement, l'utilisation ou non de la limite globale, c'est-à-dire d'un pourcentage du crédit possible, généralement 30 %.
De manière générale, le score de crédit croît en fonction de l'âge : ainsi, en 2025, il est de 681 pour les 18-25 ans et de 760 pour les plus de 77 ans. Sa répartition géographique montre des disparités, notamment entre le sud-est du pays, où il atteint 680 au Mississippi, mais également moins de 700 en Louisiane, au Texas, en Oklahoma, en Alabama, en Arkansas et en Géorgie. À l'inverse, il est le plus élevé dans certains États de la Nouvelle-Angleterre, comme le Vermont et le Maine, New Hampshire, et du Midwest, comme les deux Dakotas, le Montana, le Wisconsin, l'Iowa et surtout le Minnesota.

## Rôle dans la vie quotidienne
Le score de crédit constitue un paramètre essentiel de la vie aux États-Unis. Il est regardé par l'organisme vendeur ou prêteur de manière presque systématique, dans la mesure où il atteste de la capacité de la personne à rembourser ses emprunts ou ses dettes